# جوني كوشران
جوني كوشران (بالإنجليزية: Johnnie Cochran)‏ هو محامي أمريكي، ولد في 2 أكتوبر 1937 في شريفبورت في الولايات المتحدة، وتوفي في 29 مارس 2005 في Los Feliz, Los Angeles ‏ في الولايات المتحدة.

## وصلات خارجية
- جوني كوشران على موقع الموسوعة البريطانية (الإنجليزية)
- جوني كوشران على موقع إن إن دي بي (الإنجليزية)